# ベルナール・フォントネル
ベルナール・ル・ボヴィエ・ド・フォントネル（Bernard le Bovier de Fontenelle、1657年2月11日 - 1757年1月9日）は、フランスの著述家である。多宇宙論の啓蒙書、『世界の多数性についての対話』が当時のヨーロッパ諸言語に訳され、知識階級に影響を与えた。アカデミー・フランセーズの会員。
ルーアンに生まれた。父は法服貴族で、ルーアン高等法院付弁護士。母の2人の兄は有名な劇作家ピエール・コルネイユとトマ・コルネイユであった。イエズス会のコレージュで学んだ後、父の職業を継いで弁護士になるが、裁判で1回弁護したのみで辞めてしまい、後世をデカルト主義的な立場にたつ哲学者・科学者として過ごした。
パリのサロンに出入りし、劇作も試みるが、評価は得られなかった。1686年、29歳のとき、『神託の歴史』、『アジャオ人物語』、『世界の多数性についての対話』を発表した。『世界の多数性についての対話』は公爵夫人に天文学を教えるという体裁の対話形式の科学啓蒙書である。英語、イタリア語に訳されたほか、ロシアで翻訳されたものは、禁書とされ焚書にされたが、ミハイル・ロモノソフによって地下出版された。1691年からアカデミー・フランセーズ会員、1697年科学アカデミーの終身書記となった。
あと1月で100歳の誕生日を迎えようとする1757年1月、パリで死亡。享年99。

## 初期の著作
まず詩作を試み、アカデミー・フランセーズの懸賞に何度となく応募するがすべて落選。たびたびパリを訪れ、アベ・ド・サン＝ピエール、アベ・ヴェルトー、数学者のピエール・ヴァリニョンらの知遇を得る。コルネイユらの後押しを受けて劇作家になることを夢みるが、1680年に初演された自作の悲劇『アスパール』が酷評される。1688年の『牧歌詩集』も不評。1689年初演のオペラ『テティスとペーレウス』はヴォルテールらの絶賛を浴びたが、興行的には同じく失敗に終わり、劇作家としては芽が出なかった。
フォントネルが文学的名声を確立したのは何よりもまず1683年の著作『新・死者との対話』によってである。1685年に匿名で出版された『騎士エル……氏への恋愛書簡』は軽妙な筋立ての小咄を集めたもので、これもすぐさま注目を集めた。1686年に彼は『アジャオ人物語』の中で、ローマ（カトリック）とジュネーヴ（プロテスタント）との宗教対立を、二人の登場人物ムレオ王女（Mreo＝Romeのアナグラム）とエネグ王女（Eenegu＝Geneve）の対立に仮託し、宗教問題に果敢に発言してみせた。
1686年に現れた『世界の複数性についての対話』は、フォントネルの名声をますます確かなものにした。この本は架空の侯爵夫人と「私」との対話という形式を借りて、宇宙とは何かについて詳細に述べたものである。「それは本当に大きい宇宙で、私はその中で自分を見失ってしまいますわ。もうどこにいるかも分からず、私なんてもう何ものでもないのですわ」。フォントネルは、コペルニクスの地動説に対して当時の人々が感じた不安を以上のように要約し、それが杞憂にすぎないことを主張している。「私は却ってゆったりした気分になりますよ。この天蓋に無限の広がりと深さが与えられ、それが数かぎりない渦動に分かれた今、私は自分が一層自由に呼吸できるように思います」（赤木昭三訳）。フォントネルはその後長きにわたって王立科学アカデミーのリーダーになるが、このように小説という形式を借りて科学知識を提供したために、自然学に親しみのない人々でも当時の自然学の進歩を実感することができた。これによってフォントネルはデカルトの天文学理論を普及させようとした。フランスでは18世紀中頃にニュートン学説が普及するまで、デカルトのいわゆる「渦動説」が有力だったが、フォントネルのこの書物は渦動説の普及に大きく貢献した。

## 後年の著作

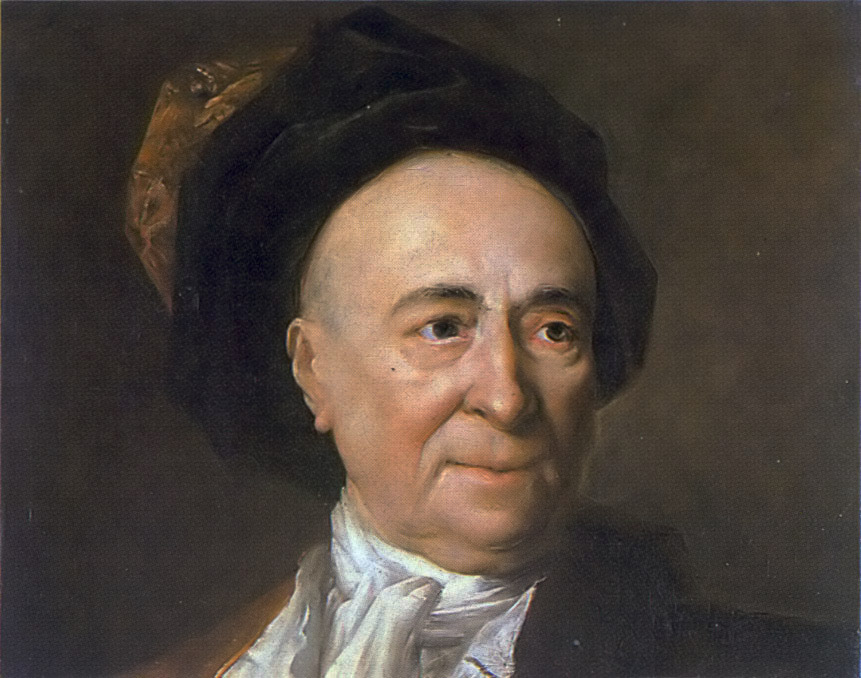
フォントネルの肖像

フォントネルはルーアンに地所をもっていたが、1687年からパリに居住した。同年、『神託の歴史』を出版。神学者や哲学者たちのあいだで物議を醸した。この書物は2篇からなり、前半では神託が超自然的な霊から得られるものではないことが証明され、後半ではイエスの誕生後も神託が続いていることが証明される。こうした内容のせいでこの本は当時のカトリック教会から睨まれ、バルテュスというイエズス会士には長々しい反駁書を書かれている。しかしフォントネルは論争を嫌い、応酬しなかった。
翌1688年には『古代人と近代人余談』を世に問い、当時知識人たちの意見を二分していた新旧論争について、近代派の側に立つことを宣言した。その後まもなく現れた『機会原因にもとづく物理体系への諸疑問』ではマールブランシュ批判を展開した。
フォントネルは当時の知識人たちのあいだではヴォルテールと並ぶ卓越した地位を占めていた。しかしヴォルテールとは違って論争を避け、敵を作らなかった。批判的な思考を好む傾向と、貴族社会の中で愛嬌を振りまき世渡りをしていくこととの間でうまくバランスを取っていた。

## アカデミー・フランセーズ
1691年にアカデミー・フランセーズ会員に選出される。ラシーヌやボワローら古代派の人々から反対されたため、5回目の選考だった。碑文アカデミーと科学アカデミーの両方に属し、科学アカデミーについては1697年から実に42年間にわたって終身書記の地位にあった。終身書記としてフォントネルは『科学アカデミーの変革の歴史』（パリ、3巻、1708-1717-1722年）という題名で議事録の編纂や検討を行う一方、物故会員の追悼演説も担当した。こうした演説は全部で69点に上るが、中でも有名なのはおそらく親戚のピエール・コルネイユに対するものだろう。他の著作としては『無限の幾何学要論』（1727年）など。

## 後年の評価
フランス文学史上、フォントネルは2つのたいへん異なる時代を繋ぐ仲介の役割を果たしている。すなわち、コルネイユ、ラシーヌ、ボワローらの時代から、ヴォルテール、ダランベール、ディドロらの時代である。これはフォントネルが長命だったためばかりではなく、17世紀の才人たちとも18世紀の哲学者たちとも相通ずるところがあったからである。ただしどちらかといえば彼は後者の時代に近かった。
フォントネルの才能は疑う余地がない。しかし、サント＝ブーヴも述べているように（『月曜閑談』第3巻）、フォントネルが「限りなく卓越した精神の持ち主の一人」に数えられるのが確かだとしても、知性というよりは聡明さが特徴であり、多くのことを言うよりは少しのことを上手に言うことに長けていた。人間としては非情であったとも伝えられている。
フォントネルの著作集は数回編纂されている。最初の著作集は、ハーグで1728年から1729年にかけて編纂された3巻本であった。最も優れた版は、1790年にパリで編纂された8巻本の著作集である。『世界の複数性についての対話』などのいくつかの作品は何度も再版され、様々な言語に翻訳された。

## 日本語訳書
- 赤木昭三訳『世界の複数性についての対話』 工作舎 , 1992年 ISBN 4-87502-208-5
- 白石嘉治訳「哲人共和国、またはアジャオ人物語」, 『啓蒙のユートピア』第1巻, 法政大学出版局, 1996年
- 赤木昭三訳「哲学者の国またはアジャオ人物語」, 『ユートピア旅行記叢書』第4巻, 岩波書店, 1998年

## 電子テクスト
- フランス国立図書館の電子テクスト・サイトGallica
  - Entretiens sur la pluralité des mondes
  - Traité sur la nature de l'églogue
- Association des Bibliophiles UniverselsのサイトABU
  - Entretiens sur la pluralité des mondes
- ケベック大学社会科学古典電子図書館Les classiques des sciences sociales
  - Histoire des oracles
  - Traité de la liberté de l'âme

| 前任 ジャン＝ジャック・ルノード・ヴィレイエ | アカデミー・フランセーズ 席次27 第3代：1691年 - 1757年 | 後任 アントワーヌ＝ルイス・セギエ |